# Пресс-папье

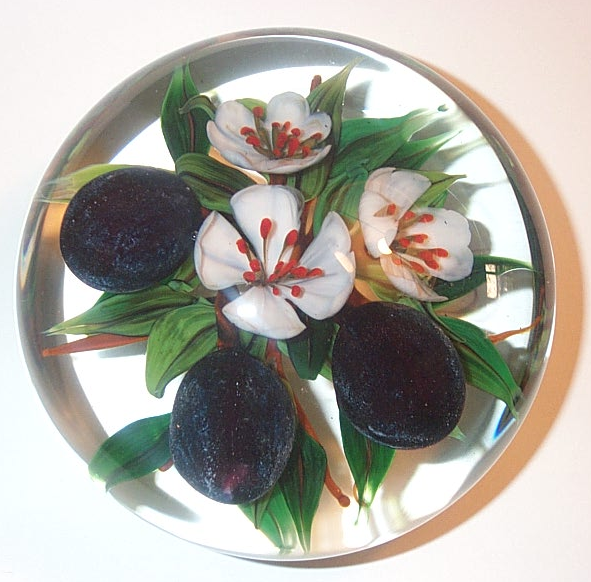
Пресс-папье Rick Ayotte

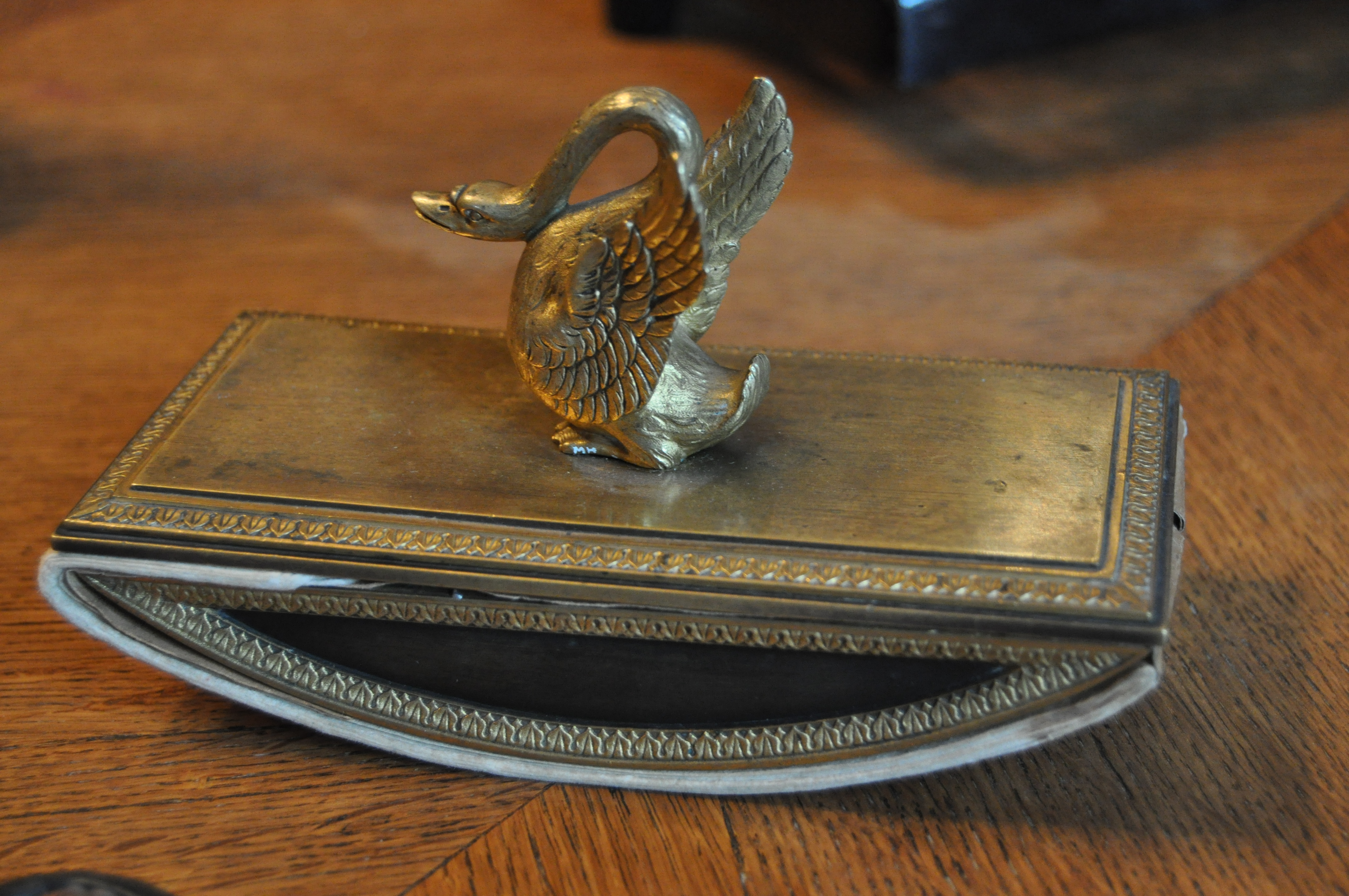
Пресс-бювар

Пресс-папье́ (фр. presse-papiers, от presser — «нажимать» и papier — «бумага»):
- тяжёлый предмет, которым придавливают лежащие на столе бумаги, чтобы они не рассыпались, не складывались и не разлетались;
- пресс-бювар — один из нескольких предметов письменного набора, представляющий собою полукруглый брусок с рукояткой сверху и с прикрепляемым снизу листком промокательной бумаги; служит для промокания написанного.

Часто пресс-папье используется не по своему прямому назначению, а в качестве декоративного элемента оформления стола. В настоящее время пресс-папье также стали желанным объектом для коллекционеров, так как они нередко представляют собою настоящие произведения искусства.